# Louis Vivin

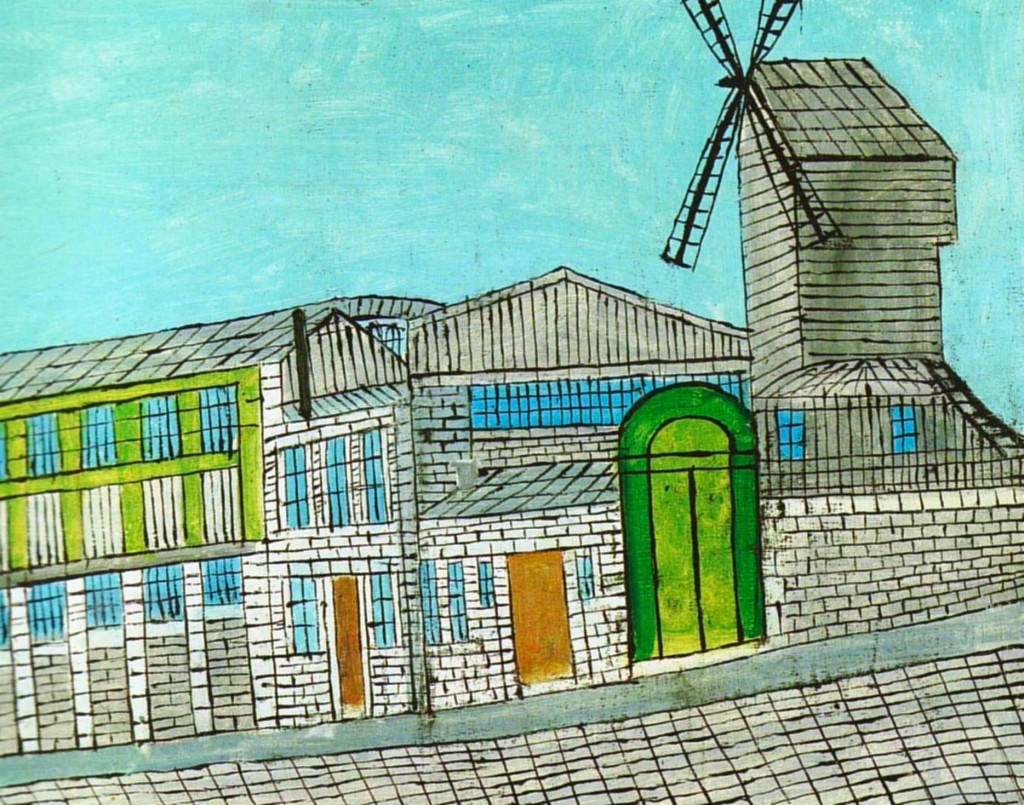
Le Moulin de la Galette

Louis Vivin (ur. 28 lipca 1861 w Hadol, zm. 28 maja 1936 w Paryżu) – francuski malarz, prymitywista.
W latach 1881–1925 jako urzędnik pocztowy, malarstwem zajmował się amatorsko i nie posiadał artystycznego wykształcenia. Początkowo wystawiał na pokazach ulicznych, po przejściu na emeryturę w 1923 zajmował się wyłącznie malowaniem. W 1925 został odkryty przez niemieckiego kolekcjonera i teoretyka sztuki Wilhelma Uhdego (1874-1947) i zdobył znaczne uznanie wśród koneserów sztuki naiwnej.
Louis Vivin malował widoki Paryża, sceny rodzajowe i myśliwskie oraz martwe natury, głównie kwiaty. Jego realistyczne prace odznaczają się chłodną, niemal monochromatyczną kolorystyką i linearyzmem. Vivin ignorował zasady harmonii kolorów i perspektywy, koncentrował się natomiast na drobiazgowym przedstawieniu szczegółów. Obok Henriego Rousseau uważany jest za jednego najwybitniejszych francuskich malarzy naiwnych.